# Farmersville (Kalifornia)
Farmersville város az USA Kalifornia államában, Tulare megyében. Lakosainak száma 10 397 fő (2020. április 1.).

## Története
A várost 1856-ban alapították. Eredetileg Deep Creek néven volt ismert, és a mai Deep Creek temető közelében helyezkedett el. Vannak sírkövek, amelyek az 1850-es évekből származnak. 1866-ban két vállalkozó, John Crowley és sógora, Merrill Jasper egy nagy vegyesboltot nyitott. A települést 1910-ben nagy tűzvész sújtotta. 1945-ben a városiak megszavazták saját rendőrkapitányság fenntartását.

## Népesség
A település népességének változása:

| 2010 | 10 588 |
| 2020 | 10 397 |